# Bo'ness
Bo'ness, o più propriamente Borrowstounness (Ceann Fhàil in gaelico scozzese), è una città scozzese della contea del Falkirk, situata sulla costa orientale dello stato.
Prima del 1975 la città era compresa nella contea del West Lothian, il che spiega perché l'indirizzo postale è ancora Bo'ness, West Lothian. Pur essendo centro di industria pesante e città portuale, Bo'ness è prima di tutto una città di pendolari.

## Storia
Le prime tracce dell'esistenza di Bo'ness risalgono Età del Bronzo, provati dal ritrovamento di antichi tumuli tra il 1896 e il 1923, nella parte nord della città, nelle zone oggi chiamate Bridgeness e Cowdenhill. Nelle tombe sono stati ritrovati scheletri con delle riserve di cibo risalenti circa al 3000 a.C., che dal 2009 sono conservate nel National Museums of Scotland.
Bo'ness conserva anche tracce del periodo Romano . Iscrizioni romane sono state rinvenute nella parte est della città. Da esse si è dedotto che il primo nucleo urbano era chiamato Veluniate. Altri reperti romani sono stati trovati nelle zone di Muirhouses (nota qui come "The Murrays") e Kinglass nella zona sud-est della città. Kinneil, nella parte est di Bo'ness, è stata menzionata da Beda, che scriveva che era chiamata Pennfahel ("Fine del vallo"), poi evolutosi in Pictish e Penneltun nell'inglese antico. È attraversata dal Vallo di Antonino Pio, antica frontiera dell'impero romano, dichiarata Patrimonio dell'Umanità dall'UNESCO nel Luglio 2007. Un antico campo romano può essere visitato nella zona di Kinneil .
Il porto della città è nato nel XVI secolo; è stato legalmente riconosciuto con un atto del Parlamento del 1707. Il porto, espansosi nel XIX secolo, ha assunto il suo aspetto definitivo nel 1881 (su progetto di Thomas e Patrick Meik). Il porto commerciale (specializzato nel trasporto del carbone) è stato chiuso nel 1959, a causa della progressiva riconversione delle industrie scozzesi del carbone. Esistono progetti per riaprirlo.
Bo'ness è stata un centro minerario per il carbone sin dal Medioevo. In misura minore, si cavava anche argilla. Altra risorsa è il sale, che si raccoglie a causa dell'evaporazione dell'acqua marina. Da ultima, vi è anche una fiorente industria siderurgica, e la Bo'ness Iron Company è molto diffusa.

## Sport
A Bo'ness ha sede la squadra di calcio del Bo'ness United, vincitore della Scottish First Division 1926/1927. Per il rugby è di una certa importanza la Bo'ness Academy. Nella stagione 2008/2009 ha fatto una joint-venture con il Grangemouth rugby club, pertanto è ammissibile a coppe e competizioni.